# Fragnes-La Loyère
Fragnes-La Loyère ist eine französische Gemeinde mit 1.434 Einwohnern (Stand: 1. Januar 2022) im Département Saône-et-Loire in der Region Bourgogne-Franche-Comté. Sie gehört zum Arrondissement Chalon-sur-Saône, zum Kanton Chalon-sur-Saône-1 und zum Gemeindeverband Le Grand Chalon. Die Bewohner von Fragnes werden Fragnois und Fragnoises, die Bewohner von La Loyère Loyerois und Loyeroises genannt.
Sie entstand mit Wirkung vom 1. Januar 2016 als Commune nouvelle durch Zusammenlegung der bis dahin selbstständigen Gemeinden Fragnes und La Loyère, die fortan den Status von Communes déléguées besitzen. Der Verwaltungssitz befindet sich in Fragnes.

## Geografie
Fragnes-La Loyère liegt etwa vier Kilometer nördlich von Chalon-sur-Saône am Canal du Centre. Umgeben wird Fragnes-La Loyère von den Nachbargemeinden Lessard-le-National im Norden, Virey-le-Grand im Osten und Nordosten, Crissey im Osten und Südosten, Chalon-sur-Saône im Süden, Champforgeuil im Süden und Südwesten, Farges-lès-Chalon im Westen sowie Fontaines im Nordwesten.
Durch die Gemeinde führt die Autoroute A6. Im Südwesten der Gemeinde liegt der Flughafen Chalon-Champforgeuil.

## Gliederung
| Ortsteil                  | ehemaliger INSEE-Code | Fläche (km²) | Einwohnerzahl (2013) |
| ------------------------- | --------------------- | ------------ | -------------------- |
| Fragnes (Verwaltungssitz) | 71204                 | 3,86         | 01024                |
| La Loyère                 | 71265                 | 5,77         | 0436                 |

## Sehenswürdigkeiten
- Ehemalige Kirche Saint-Vincent in La Loyère mit Ursprüngen aus dem 11. Jahrhundert
- Schloss Condemène in La Loyère aus dem 18. Jahrhundert, Taubenschlag seit 1986 als Monument historique eingeschrieben
- Schloss La Loyère
- Monumentalkreuz in La Loyère gegenüber der Schlosskapelle von Condemène, seit 1986 als Monument historique eingeschrieben

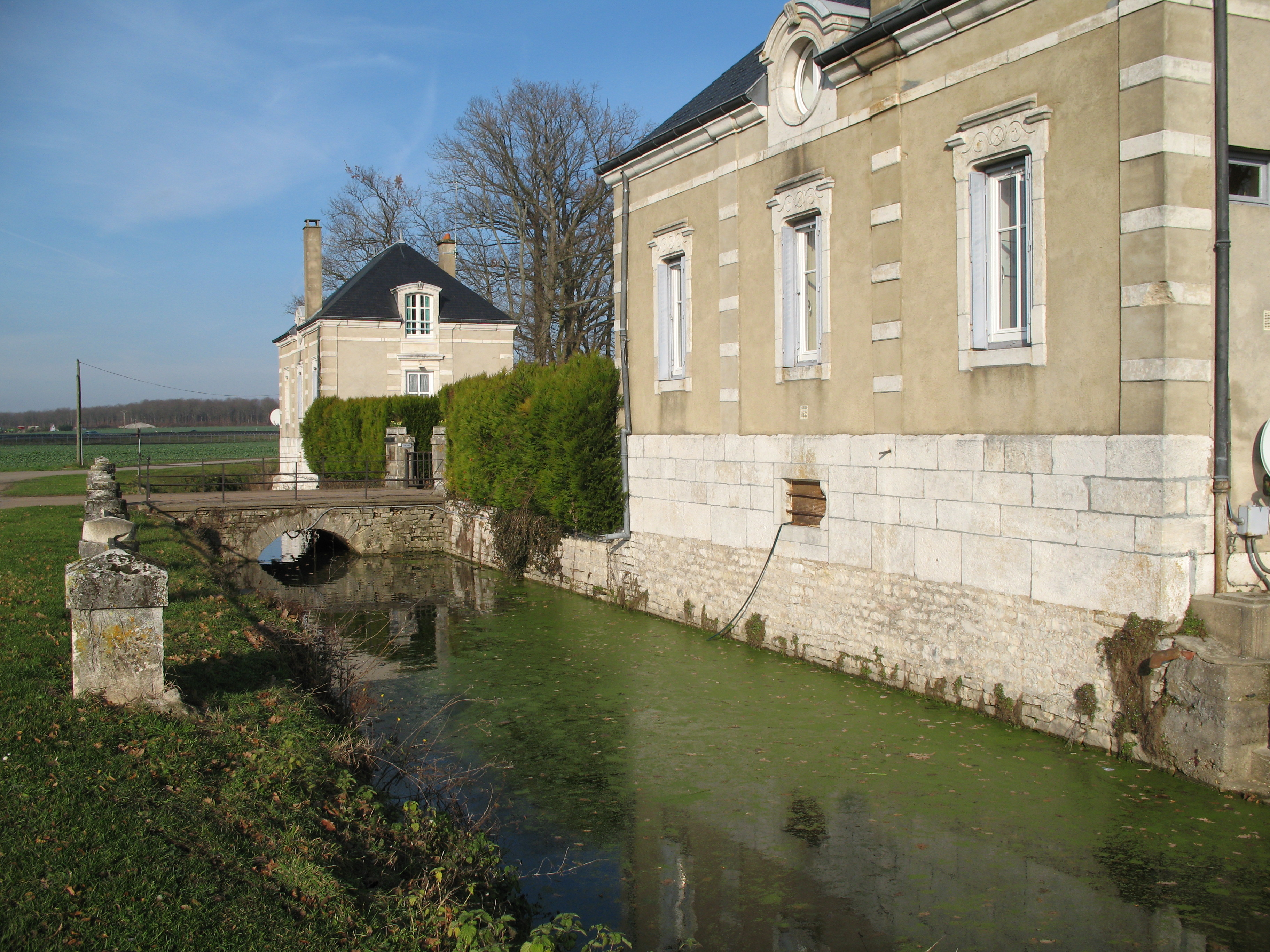
Schloss La Loyère
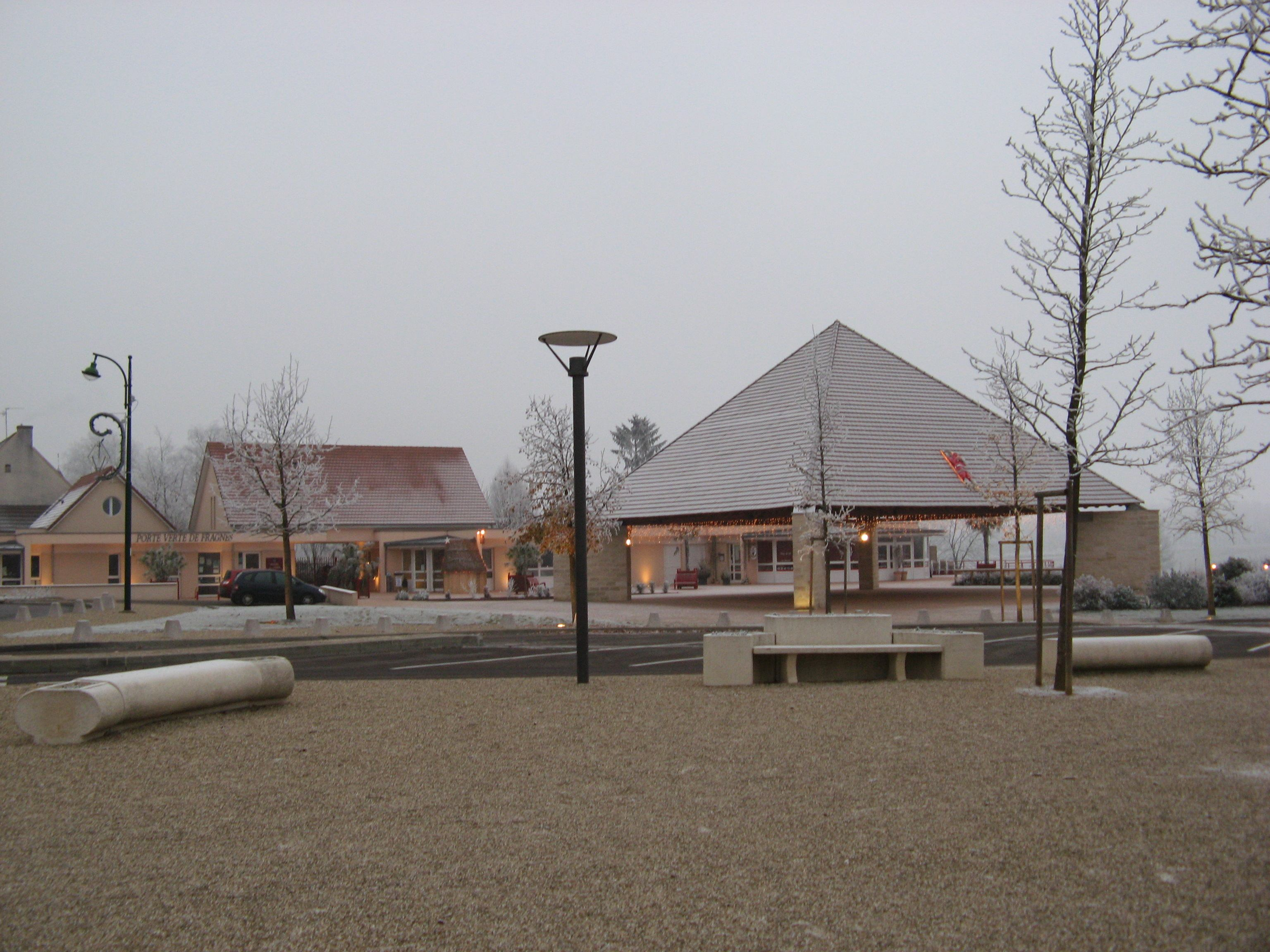
Ortszentrum von Fragnes